# Cambridgea pallidula
Cambridgea pallidula är en spindelart som beskrevs av A. David Blest och Vink 2000. Cambridgea pallidula ingår i släktet Cambridgea och familjen Stiphidiidae. Inga underarter finns listade.